# Jōji Matsuoka
Pour les articles homonymes, voir Matsuoka.
Jōji Matsuoka (松岡錠司, Matsuoka Jōji), né le 7 novembre 1961 à Ichinomiya (Japon), est un réalisateur et scénariste japonais.

## Biographie
Jōji Matsuoka fait des études de cinéma à l'université Nihon, son court-métrage Inaka no hōsoku (田舎の法則) obtient un prix lors de la 7e édition du Pia Film Festival (en) en 1984,. Il réalise des spots publicitaires, des séries télévisées et signe aussi à partir des années 1990 plusieurs films remarqués et primés comme Poisson en herbe et Tokyo Tower: Mom and Me, and Sometimes Dad.
Entre 2009 et 2016, il adapte en films ainsi qu'en plusieurs séries télévisées le seinen manga, La Cantine de minuit (深夜食堂, Shin'ya shokudō) de Yarō Abe, édité en France par Le Lézard noir,.

## Filmographie

### Au cinéma
- 1981 : Sangatsu (三月?) (court-métrage)
- 1983 : Aojiri musume (青尻娘?) (court-métrage)
- 1984 : Inaka no hōsoku (田舎の法則?) (court-métrage)
- 1990 : Poisson en herbe (バタアシ金魚, Bataashi kingyo?)[4]
- 1992 : Kira kira hikaru (きらきらひかる?)
- 1995 : Toire no Hanako-san (トイレの花子さん?)
- 1997 : Watashitachi ga suki datta koto (私たちが好きだったこと?)
- 1998 : Belle époque (ベル＊エポック, Beru epokku?)
- 2001 : Akashia no michi (アカシアの道?)
- 2003 : Sayonara, Kuro (さよなら、クロ?)
- 2007 : Tokyo Tower: Mom and Me, and Sometimes Dad (東京タワー 〜オカンとボクと、時々、オトン〜, Tōkyō tawaa ~ okan to boku to, tokidoki, oton ~?)
- 2008 : Kanki no uta (歓喜の歌?)
- 2009 : Sunō purinsu: Kinjirareta koi no merodi (スノープリンス 禁じられた恋のメロディ?)
- 2015 : La Cantine de minuit (深夜食堂, Shin'ya shokudō?)[5]
- 2016 : La Cantine de minuit 2 (続・深夜食堂, Zoku shin'ya shokudō?)[6]

### À la télévision
- 2009 : Shin'ya shokudō (深夜食堂?) (série TV)
- 2011 : Shin'ya shokudō 2 (深夜食堂2?) (série TV)
- 2014 : Shin'ya shokudō 3 (深夜食堂3?) (série TV)
- 2016 : Midnight Diner: Tokyo Stories (深夜食堂 -Tokyo Stories-, Shin'ya shokudō: Tokyo Stories?)（série Netflix)[7]

## Récompenses
- 1984 : le court-métrage Inaka no hōsoku est récompensé lors du Pia Film Festival (en)[1]
- 1990 : Hōchi Film Award du nouveau talent pour Poisson en herbe[8]
- 1991 : prix Blue Ribbon du meilleur nouveau réalisateur pour Poisson en herbe
- 1991 : grand prix Sponichi du nouveau talent pour Poisson en herbe[9]
- 1991 : prix du meilleur nouveau réalisateur au festival du film de Yokohama pour Poisson en herbe
- 1993 : Gold Hugo au festival international du film de Chicago pour Kira kira hikaru
- 2008 : prix du meilleur réalisateur pour Tokyo Tower: Mom and Me, and Sometimes Dad aux Japan Academy Prize[10]